# 河滩冬青
河滩冬青（学名：Ilex metabaptista）为冬青科冬青属的植物，是中国的特有植物。分布于中国大陆的湖北、广西、四川、贵州、云南等地，生长于海拔450米至1,040米的地区，多生于山地林中及溪旁路边，目前已由人工引种栽培。

## 别名
鄂黔矛叶冬青（拉汉种子植物名称），柳叶冬青（湖北植物大全）

## 异名
- Ilex metabaptista Loes. ex Diels var. myrsinoides (Levl.) Rehd.